# Oberonia nepalensis
Oberonia nepalensis är en orkidéart som beskrevs av L.R.Shakya och R.P.Chaudhary. Oberonia nepalensis ingår i släktet Oberonia och familjen orkidéer. Inga underarter finns listade i Catalogue of Life.